# Ars moriendi

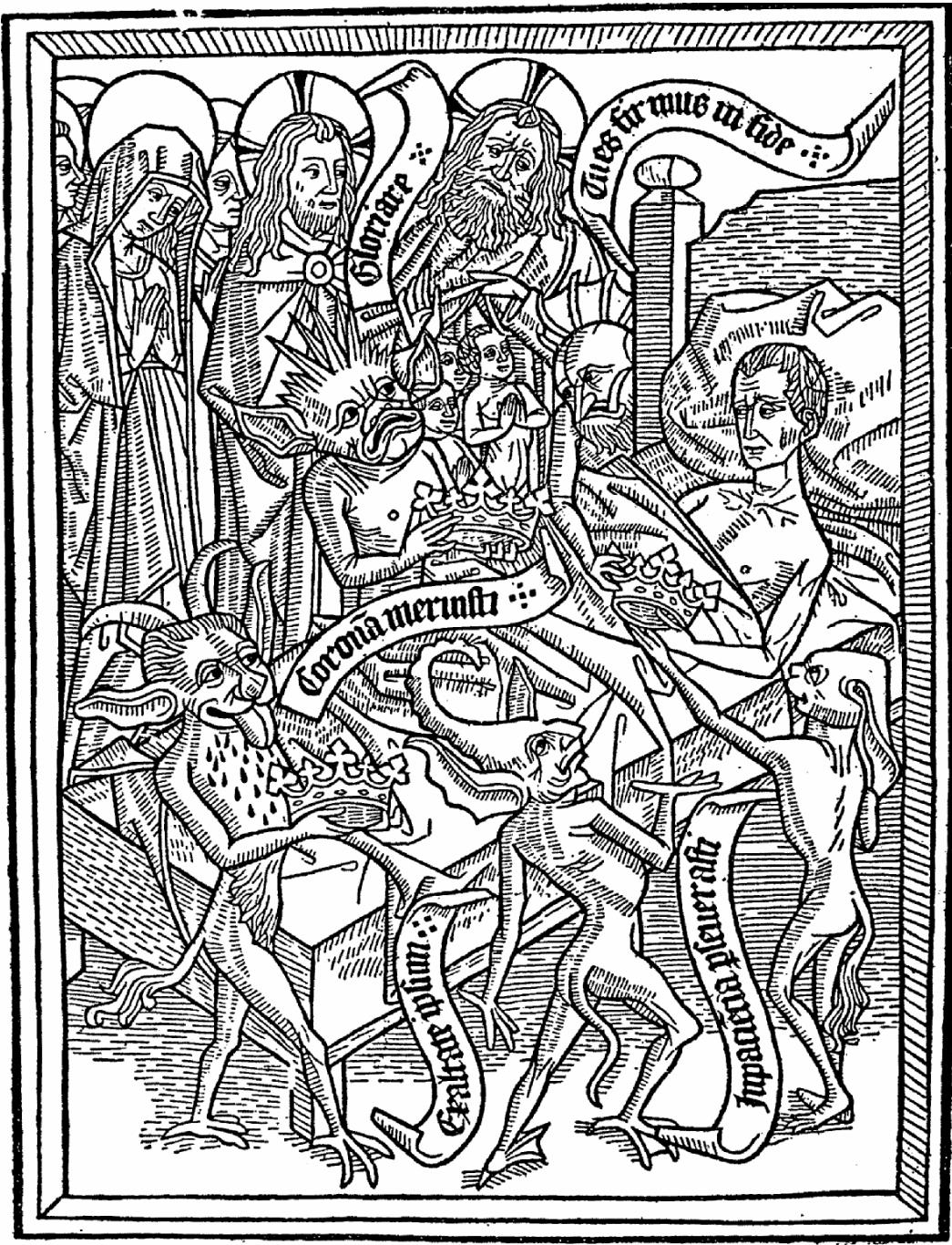
El orgullo del espíritu es una de las cinco tentaciones del hombre moribundo, de acuerdo al Ars moriendi. Aquí, unos demonios tientan al moribundo con coronas (una alegoría medieval al orgullo terrenal) bajo la mirada reprobadora de María, Cristo y Dios. Grabado número 7 (4a) de 11, Países Bajos, circa 1460.

Ars moriendi («El arte de morir») es el nombre de dos textos interrelacionados escritos en latín que contienen consejos sobre los protocolos y procedimientos para una buena muerte y sobre cómo «morir bien», de acuerdo con los preceptos cristianos de finales de la Edad Media. Fueron escritos alrededor de 1415 y 1450, durante un periodo en el que los horrores de la peste negra y los consecuentes levantamientos populares estaban muy presentes en la sociedad. Su popularidad fue tal, que se tradujo a la mayoría de las lenguas europeas occidentales, y fue la primera obra de una posterior tradición literaria occidental de guías para la muerte.
Originalmente había una versión larga, y posteriormente una versión corta, conformada por once grabados de imágenes instructivas para que pudiera ser explicado y memorizado fácilmente.

## Versión larga
La versión larga original, llamada Tractatus (o Speculum) artis bene moriendi, fue escrita en 1415 por un fraile dominico anónimo, probablemente bajo petición del Concilio de Constanza (celebrado en Alemania entre 1414 y 1418). Fue ampliamente leído y traducido a la mayoría de los idiomas europeos occidentales, y fue muy popular en Inglaterra, donde una tradición literaria basada en él sobrevivió hasta el siglo XVII con Holy Living and Holy Dying, los cuales fueron el «clímax artístico» de la tradición literaria que había comenzado con Ars moriendi. El Ars moriendi también estaba entre los primeros libros impresos con tipos móviles, y antes de 1500 habían circulado ampliamente casi 100 ediciones, en particular en Alemania. La versión larga sobrevive en casi 300 versiones manuscritas, habiendo sólo una ilustrada.
El Ars moriendi consiste de seis capítulos:
1. El primer capítulo explica que morir tiene un lado bueno y sirve para consolar al moribundo y enseñarle que la muerte no es algo a lo cual temer.
2. El segundo capítulo resume las cinco tentaciones que asaltan a un hombre moribundo, y cómo evadirlas. Estas son la falta de fe, la desesperación, la impaciencia, el orgullo espiritual y la avaricia.
3. El tercer capítulo lista las siete preguntas para hacerle al moribundo, junto con una consolación a través de los poderes redentores del amor de Cristo.
4. El cuarto capítulo expresa la necesidad de imitar la vida de Cristo.
5. El quinto capítulo está dirigido a los amigos y familiares, marcando las pautas de comportamiento en el lecho de muerte.
6. El sexto capítulo incluye la oración adecuada para el moribundo.

## Versión corta
La versión corta, que apareció poco antes de la introducción de la xilografía (libros impresos de bloques grabados en madera, con imágenes y texto en el mismo bloque) en la década de 1460, data alrededor de 1450, en los Países Bajos. Es sobre todo una adaptación del segundo capítulo de la versión larga y contiene once dibujos grabados. Los primeros diez grabados se dividen en 5 pares, cada uno mostrando al diablo que presenta una de las 5 tentaciones, y el segundo dibujo mostrando el remedio apropiado para dicha tentación. El último grabado muestra al hombre moribundo, probablemente habiendo surcado con éxito el laberinto de tentaciones, que es aceptado en el cielo, y a los diablos que vuelven atropelladamente al infierno.
La versión corta era tan popular como la versión larga. Existen seis manuscritos de la versión corta, la mayoría no ilustrados, y más de veinte ediciones ilustradas xilográficamente, usando 13 pares de bloques diferentes.

## Las imágenes

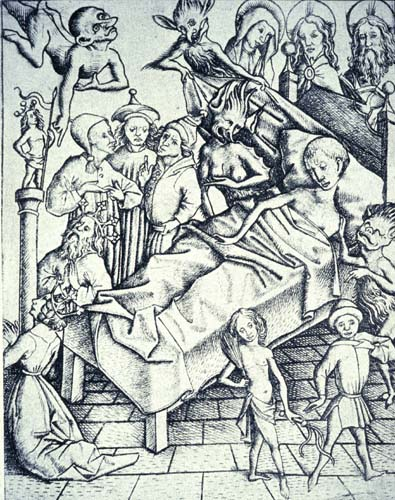
Tentación de la falta de fe; grabada por Maestro E.S. c. 1450.

Así como los trece diferentes pares de grabados xilográficos en madera, hay un par grabado por Maestro E.S.. La larga controversia sobre sus respectivos fechados y prioridad ha sido resuelta por el descubrimiento de Fritz Saxl de un manuscrito iluminado anterior, de mucho antes de 1450, de cuya tradición derivan claramente todas las imágenes en las versiones impresas. Los estudios de las marcas de agua de los grabados, realizados por Allen Stevenson en el Museo Británico en la década de 1960, confirmaron que ninguno de ellos era anterior a 1460, por lo cual los del Maestro E.S. son las versiones impresas más tempranas, fechadas a partir de alrededor de 1450. Las imágenes siguieron siendo, en gran parte, iguales en todos los medios por el resto del siglo.

## Importancia
La necesidad de prepararse para la propia muerte era bien conocida en la literatura medieval a través de escenas en lechos de muerte, pero antes del siglo XV no había tradición literaria sobre cómo prepararse para morir, sobre lo que significaba morir de buena manera o cómo hacerlo. Los protocolos, rituales y consolaciones del lecho de muerte eran reservados generalmente para los servicios de un sacerdote. El Ars moriendi era una respuesta innovadora de la Iglesia católica a las cambiantes condiciones causadas por la peste negra —particularmente, las filas clericales habían sido duramente azotadas, y tomaría generaciones reemplazarlas tanto en cantidad como en calidad—, el texto y las imágenes proporcionaron los servicios de un «sacerdote virtual» al público común, una idea que apenas 60 años antes hubiera sido una intrusión impensada en los poderes de la iglesia. El Ars moriendi proveía guía para morir a aquellos que experimentaron los horrores macabros de los siglos XIV y XV, en particular la peste negra; y para aquellos que buscaban maneras de distinguirse haciendo los actos «apropiados» en un creciente estatus culturalmente consciente en una Europa despoblada pero, consecuentemente, más próspera per capita.
No es de extrañar que esta temática diese lugar a una rica tradición que se prolongó en el Renacimiento y el Barroco, con unos contenidos cada vez más complejos y más interesantes para el público lector.